# Olovov(II) klorid
Olovov(II) klorid (PbCl2) u prirodi se pojavljuje kao mineral kotunit. Kristalizira u bijelim svilenasto-sjajnim rompskim iglicama ili prizmama.

Pri povišenoj temperaturi na zraku i uz prisutnost vlage razlaže se uz stvaranje alkalnih klorida i klorovodika.

Otapa se u vrućoj vodi iz koje hlađenjem se ponovo izlučuje talog u obliku bijelih iglica. Topi se i na relativno niskoj temperaturi.
PbCl2 + 2 HCl --> [PbCl4]2- + 2H+

## Dobivanje
Pb2+ + 2 Cl- --> PbCl2
Dobiva se reagiranjem bilo kojeg olovnog oksida s klorovodičnom kiselinom ili otapanjem elementarnog olova u vrućoj klorovodičnoj kiselini.

## Upotreba
Zbog vrlo dobre električne vodljivosti, njegove taline imaju tehničku primjenu, a upotrebljavaju se i u proizvodnji olovnih pigmenata (olovo-kromata), za sušenje alkohola, itd.